# Gifted Unlimited Rhymes Universal
Albums de Group Home
Where Back
(2008)
Gifted Unlimited Rhymes Universal est le quatrième album studio de Group Home, sorti 28 septembre 2010.
Cet album, dont l'acronyme est « G.U.R.U. », est un hommage au rappeur Guru, décédé le 19 avril 2010, et avec lequel Group Home avait travaillé à de nombreuses reprises.

## Liste des titres
| No  | Titre                                                     | Contient un (des) sample(s) de                                                                       | Durée |
| --- | --------------------------------------------------------- | --- | ----- |
| 1.  | Intro                                                     | | 1:30  |
| 2.  | G.U.R.U. (featuring Jeru the Damaja)                      | | 3:37  |
| 3.  | Pay Attention (featuring Guru et Smiley the Ghetto Child) | | 3:01  |
| 4.  | Get Out the Car                                           | | 2:12  |
| 5.  | Ghetto Soldiers                                           | | 4:04  |
| 6.  | Up Against The Wall (featuring Lord Jamar et MC Ace)      | | 3:24  |
| 7.  | Ears to the Streets                                       | | 3:48  |
| 8.  | Bodega                                                    | | 2:15  |
| 9.  | You Got It                                                | | 3:55  |
| 10. | Bright Lights                                             | | 2:47  |
| 11. | Brooklyn                                                  | | 1:52  |
| 12. | The Realness 2010 (featuring Blackadon et Blackstarr)     | | 3:13  |
| 13. | The Legacy (featuring Guru)                               | Just One More Day de Clarence Carter Cross My Heart de Killah Priest featuring GZA et Inspectah Deck | 4:06  |
| 14. | Be Like That                                              | | 4:39  |
| 15. | Sista Love (Outro)                                        | | 2:10  |